# A Rainha das Fadas

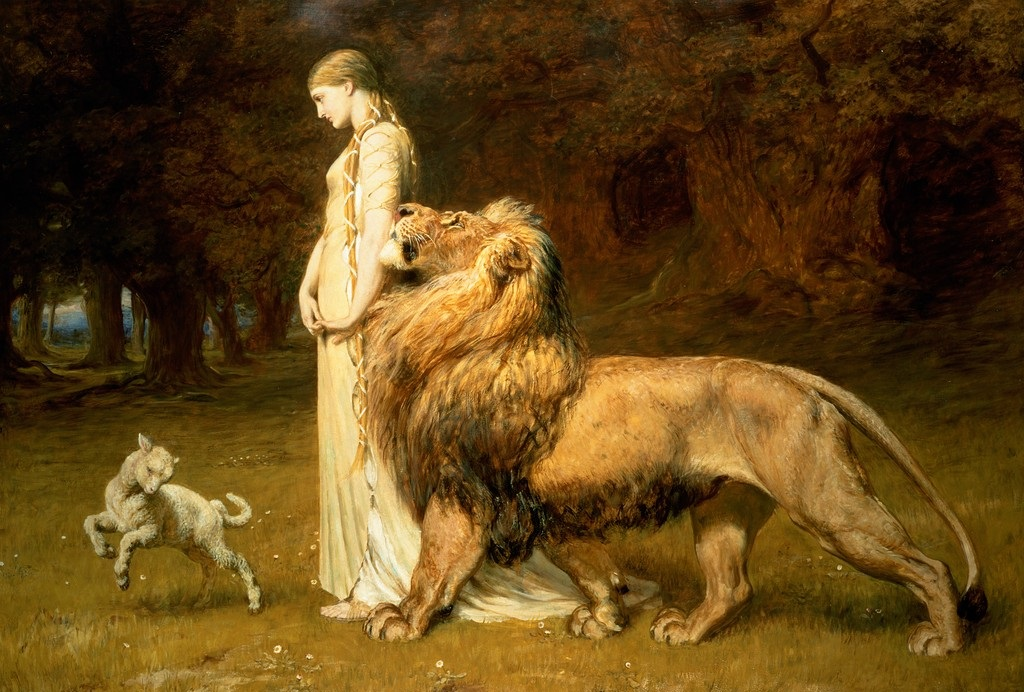
"Una e o Leão", de Briton Rivière (1840–1920), tela inspirada pelo Livro I dA Rainha das Fadas.

A Rainha das Fadas (em inglês The Faerie Queene) é um poema épico alegórico do escritor inglês Edmund Spenser, publicado na década de 1590.

## Edições
Numa carta sobre o livro endereçada a Walter Raleigh, datada de 1590, Spenser afirma que A Rainha das Fadas deveria abranger 12 livros, cada um dedicado a uma virtude. Porém, destes, apenas seis foram publicados: os três primeiros em 1590 e os três seguintes em 1596. O poeta morreu em 1599, sem terminar os doze livros pensados originalmente, mas não se sabe se sua morte interrompeu seus planos ou se o autor a essa altura havia mudado de opinião sobre a extensão do poema.

## Estrutura e função alegórica
Na carta a Walter Raleigh (1590), Spenser afirma que seguia os passos da poesia épica clássica de autores como Virgílio e Homero para a obra. Outras fontes de inspiração literária foram o Orlando Furioso de Ludovico Ariosto (1516), a obra do escritor inglês medieval Geoffrey Chaucer e a Bíblia. Na mesma carta a Raleigh, Spenser diz que a ideia d'A Rainha das Fadas era "formar um cavalheiro ou pessoa nobre na disciplina gentil e virtuosa". A obra pode ser, assim, interpretada como tendo função didática. Como base "histórica" para o poema, Spenser utilizou o mítico rei Artur, visto pelo poeta como modelo de virtude: Artur é "a imagem do bravo cavaleiro, perfeito nas doze virtudes privadas, como pensado por Aristóteles". A inspiração no passado mítico da Grã-Bretanha deveria tornar os ensinamentos do poema "mais plausíveis e agradáveis".
Cada um dos livros publicados está baseado numa virtude religiosa e cavaleiresca: o Livro I na Santidade, o Livro II na Temperança, o Livro III na Castidade, o Livro IV na Amizade, o Livro V na Justiça, e o Livro VI na Cortesia. Fragmentos de um sétimo livro foram também publicados. Por sua vez, em cada livro há um personagem cavalheiresco que serve de alegoria a cada virtude. No Livro I, por exemplo, o Cavaleiro da Cruz Vermelha (Redcrosse, associado à figura de São Jorge) personifica a Santidade, enquanto que no livro III, a Castidade é personificada por uma figura feminina, Britomart.
A Rainha das Fadas é uma obra alegórica sobre as virtudes, mas também uma alegoria política, em que a "Terra das Fadas" (Faerie Land) representa a Inglaterra e a "Rainha das Fadas" (Faerie Queene) é a rainha Isabel I de Inglaterra, que reinava à época. Também pode ser vista como uma alegoria religiosa, com claras conotações políticas, da disputa entre o Protestantismo inglês e o Catolicismo. A obra foi um sucesso imediato e tornou-se rapidamente a mais importante de Spenser.

## Forma poética
Para distinguir sua obra dos épicos renascentistas da época, Spenser criou um tipo de verso que atualmente é conhecido como a "estrofe spenseriana" (spenserian stanza), que consiste em oito versos em pentâmetros iâmbicos (dez sílabas) seguido de um nono verso em hexâmetro iâmbico (doze sílabas). Além da estrutura da estrofe, os versos de Spenser tem um padrão de rimas pouco comum: ababbcbcc. Apesar da sua intrínsica dificuldade, a forma poética d'A Rainha das Fadas foi utilizada por outros poetas de língua inglesa do século XIX, incluindo John Keats, Lord Byron e Percy Bysshe Shelley.